# 豫龙镇
豫龙镇，是中华人民共和国河南省郑州市荥阳市下辖的一个乡镇级行政单位。位居2015年度河南省百强乡镇第二名。

## 行政区划
豫龙镇下辖以下地区：
二十里铺村、西张砦村、翟砦村、碾徐村、樊砦村、柿园村、槐西村、楚寨村、王寨村、赵家垌村、京襄城村、南张寨村、郝寨村、兴国寺村、瓦屋孙村、石柱岗村、赵家庄村、陈庄村、关帝庙村、蒋寨村、罗垌村、茹寨村、毛寨村、寨杨村、晏曲村、焦寨村、刘村和黑张村。